# Hermitage (Arkansas)
Hermitage è un comune degli Stati Uniti d'America, situato in Arkansas, nella contea di Bradley.